# Bratian (przystanek kolejowy)
Bratian – zamknięty przystanek osobowy w Bratianie na linii kolejowej nr 251, w powiecie nowomiejskim, w województwie warmińsko-mazurskim, w Polsce.

## Galeria

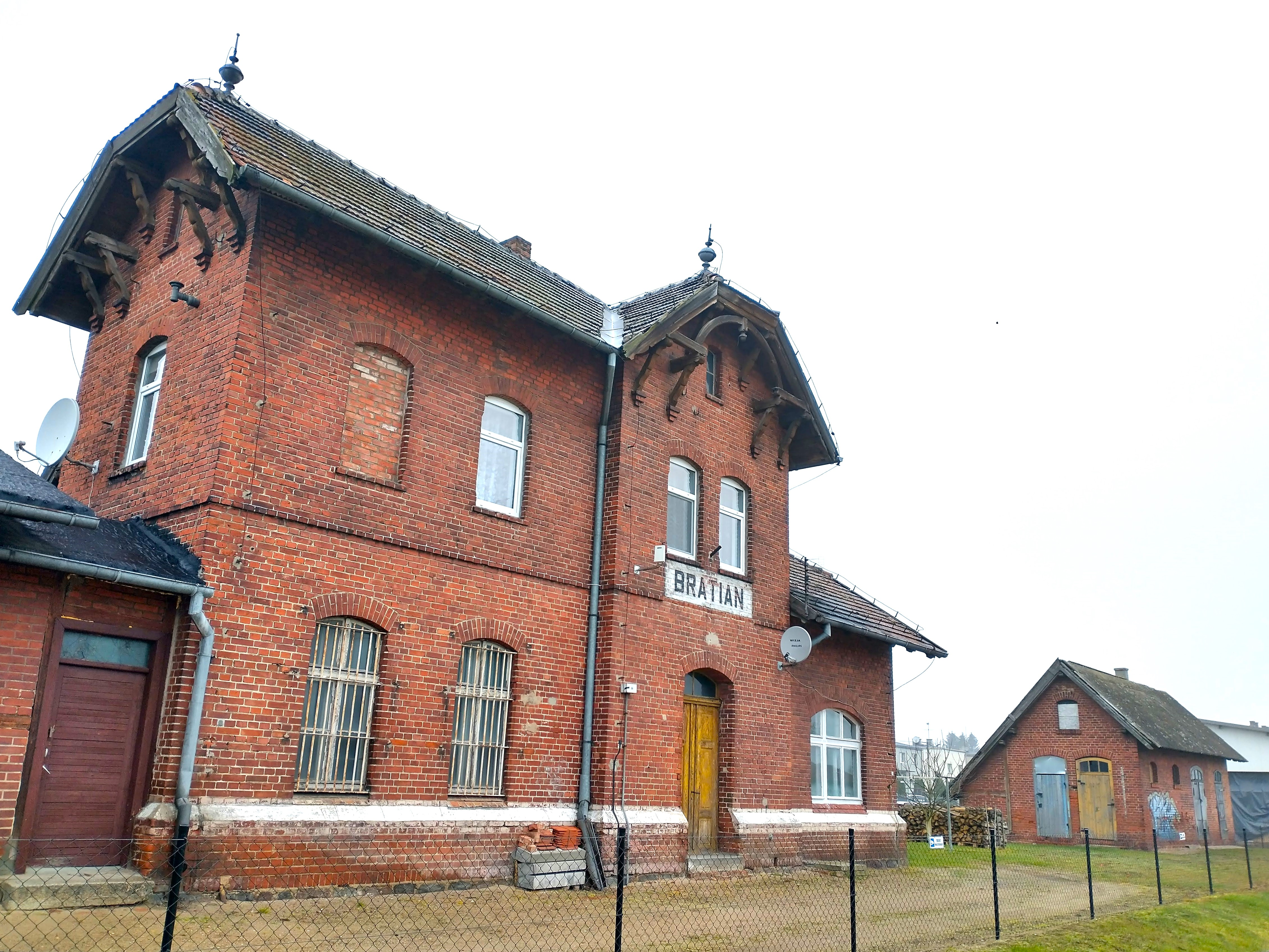
Elewacja od strony peronów
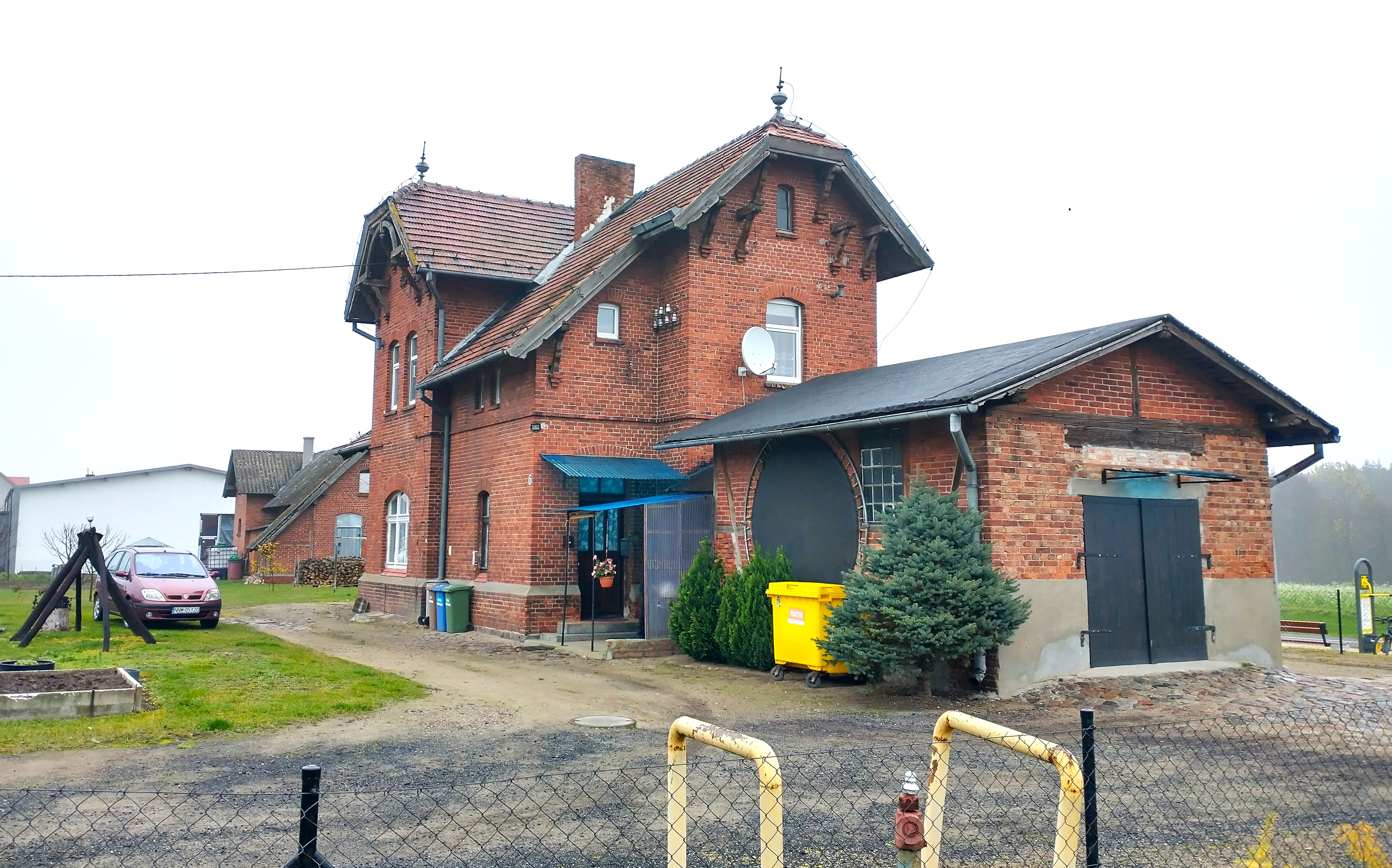
Elewacja od strony wsi